# Unione femminile nazionale
L'Unione Femminile Nazionale è un'organizzazione fondata nel 1899 a Milano per l'emancipazione delle donne attraverso l'acquisizione di diritti politici, sociali, civili. Nel 1905 si costituisce in cooperativa con il nome di Unione femminile nazionale. È tuttora operativa nella sede storica di Corso di Porta Nuova 32 a Milano

Anna Fraentzel Celli, Ersilia Majno, Elisa Boschetti e Pellegrina Pirani nella sede dell'UFN a Milano

## Le origini

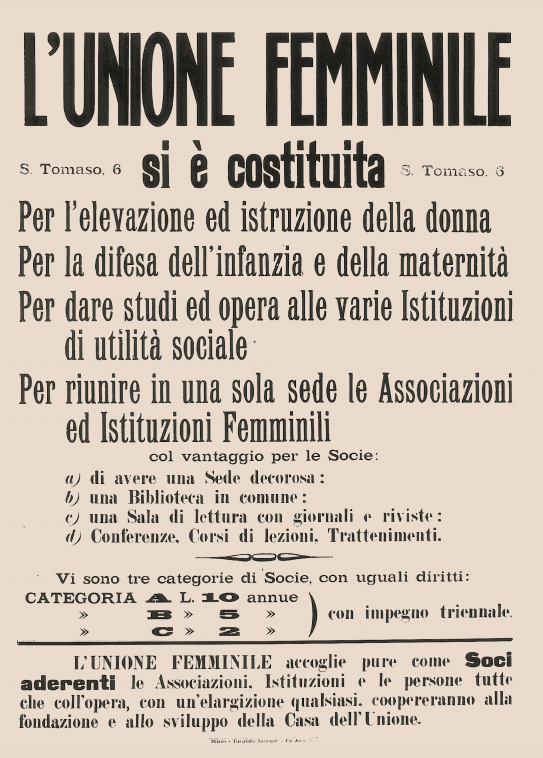
È nata l'Unione femminile, 1899

A firmare il primo manifesto programmatico sono Jole Bersellini Bellini, Ada Negri Garlanda, Ersilia Majno, Antonietta Pisa Rizzi, Silvia Pojaghi Taccani, Carolina Ponzio, Nina Sullam Rignano, Elly Carus, Irma Melany Scodnik, Nina Ottolenghi Levi, Adele Riva, Giuseppe Mentessi, Gaetano Meale che si firma con lo pseudonimo di Umano, Alberto Von Willer, vedovo di Edvige Gessner, fra le prime ideatrici del progetto.
Le fondatrici sono accomunate da un precedente impegno nella beneficenza cittadina, nelle campagne per la riforma dell'assistenza e a favore del proletariato, in particolare quello femminile. Fanno parte della borghesia milanese, colta, laica e progressista. Sono militanti o simpatizzanti del Partito socialista. Si collocano nel movimento emancipazionista italiano ed europeo loro contemporaneo, declinandolo nel senso di un “femminismo pratico”. Il progetto di Unione femminile viene concepito nell'ambito del comune impegno di alcune delle fondatrici nell'Associazione generale di mutuo soccorso e di istruzione delle operaie e matura nel periodo successivo ai moti del maggio 1898, quando la necessità di rispondere alla repressione spinge ad unire le forze delle associazioni femminili sciolte dal decreto del tenente generale Bava Beccaris ed a impegnarsi nel Comitato pro reclusi del maggio.
Le Unioniste si rivolgono “alle donne tutte, qualunque sia la loro condizione” per “l'elevazione materiale e morale della donna”. L'attività dell'Unione si rivolge in particolare al mondo delle lavoratrici, con l'intento di migliorarne le condizioni tramite l'acquisizione di diritti politici (suffragio), sociali (tutela lavoro e maternità), civili (divorzio, abolizione dell'istituto dell'autorizzazione maritale, ricerca della paternità). Si tratta di proporre un modello nuovo di famiglia e di società, che avrebbe dovuto estendersi al complesso dei rapporti tra persone, finalmente liberati da discriminazioni in tutti i possibili aspetti, privati e pubblici.
L'obiettivo delle fondatrici è di riunire le varie organizzazioni, nate fin dal secolo precedente per la tutela delle lavoratrici e la promozione sociale delle donne. Tale unificazione non viene progettata solo in astratto, ma anche in concreto attraverso l'acquisizione di una sede comune. Infatti, il manifesto fondativo dichiara “L'Unione femminile si è costituita: per l'elevazione ed istruzione della donna; per la difesa dell'infanzia e della maternità; per dare studi ed opera alle varie Istituzioni di utilità sociale; per riunire in una sola sede le Associazioni ed Istituzioni femminili, col vantaggio per le Socie:

 a) di avere una Sede decorosa; 
b) una Biblioteca in comune; 
c) una Sala di lettura con giornali e riviste; Conferenze, Corsi di lezioni, Trattenimenti”.
All'Unione aderiscono alcune associazioni di mutuo soccorso del movimento operaio milanese: l'Associazione di mutuo soccorso e di istruzione delle operaie, di cui Ersilia Majno era stata presidente dal 1894; la Società di mutuo soccorso fra le operaie della Manifattura tabacchi; la Società genio e lavoro; le Scuole preparatorie per giovani operaie, l'Associazione generale delle operaie e la Società di mutuo soccorso fra le operaie di Lugo in Romagna, tutte impegnate, insieme al movimento operaio e al Partito socialista, nelle lotte sociali e politiche.

## Una casa per l'Unione
Il progetto di Casa dell'Unione femminile, centrale nel programma originario, è realizzato nel 1910 grazie ad uno sforzo notevole per la raccolta di fondi. Alla quota necessaria contribuiscono non solo esponenti della borghesia milanese ma anche le lavoratrici riunite nell'Associazione generale delle operaie. Per l'impegnativa opera di ristrutturazione è necessario aprire un mutuo. Nel 1911 viene presentato il progetto per la costruzione del salone delle conferenze, su cui sarà edificata un'ulteriore porzione dello stabile, nel 1924. Oltre al Circolo dell'Unione femminile, al Teatro, alla Biblioteca, la casa dell'Unione accoglie l'Associazione generale di mutuo soccorso delle operaie in Milano, il Comitato contro la tratta delle schiave bianche, l'amministrazione dell'Asilo Mariuccia, la Società Fraterna con il Ricreatorio per “le piscinine”, la Scuola di disegno professionale per le piccole lavoratrici, il Comitato pro infanzia, l'Ufficio di collocamento delle domestiche, l'amministrazione degli Uffici indicazioni e assistenza, la Società per la difesa igienica della prima infanzia, il Patronato dei minorenni condannati condizionalmente e il Dormitorio-pensione femminile

## Le origini del segretariato sociale
Nel 1900 l'associazione apre la prima sede degli Uffici indicazioni ed assistenza, attiva fino al 1938. I suoi scopi sono molteplici: dare indicazioni sugli enti di assistenza e aiutare i bisognosi nel disbrigo delle pratiche per ottenere sussidi; raccogliere dati e studiare le cause e i rimedi del pauperismo; preparare le donne all'attività sociale; formare delegate esperte che coprano cariche di consigliere delle Opere pie cittadine.
Gli Uffici indicazione e assistenza sono antesignani del moderno segretariato sociale. Con essi si vuole proporre un modello di un coordinamento pubblico dell'assistenza cittadina, che sia realizzato sistematicamente dall'amministrazione comunale. L'informazione, intesa come elemento costitutivo della cittadinanza, è centrale nell'elaborazione del progetto degli Uffici indicazioni e assistenza. L'Ufficio segna un'azione incisiva nella lotta contro la tubercolosi ed è preso a modello per iniziative analoghe in altre città, come Firenze, Livorno, Cagliari, Catania.

## Lotte per il diritto di voto
Il programma dell'Unione propone fin dalle origini l'idea di uomini e donne come “due forze non eguali ma equivalenti, con diritto e dovere di esplicarsi favorevolmente a vantaggio comune”. Si tratta di un diritto-dovere che deve necessariamente attuarsi anche sul piano della rappresentanza politica. Nel 1904 il deputato socialista Mirabelli presenta un disegno di legge sul voto femminile, mentre è in corso un'inchiesta dell'Unione femminile, pubblicata nel 1905 sull'omonima rivista con il titolo «Il voto alla donna?». Con l'invio di 500 questionari a personalità della cultura e della politica si chiede se si debba riconoscere il diritto di voto amministrativo e politico alle donne, e per quali ragioni. Delle 140 risposte (53 uomini e 87 donne), la maggioranza si esprime favorevolmente.
Nel 1905 l'Unione stende una petizione firmata da 10.000 donne in cui si chiede "per la donna il riconoscimento del diritto di voto amministrativo e politico e l'eleggibilità". Nel 1906 contribuisce a fondare la sezione lombarda del Comitato nazionale pro suffragio, che nel 1910 presenta un manifesto comune a tutti i gruppi femministi. Un altro appello è inviato ai senatori nel 1919, con la richiesta di discussione sull'emendamento Sandrini, che prevedeva l'estensione del diritto di suffragio a entrambi i sessi. Nel 1923, in seguito all'approvazione del progetto di legge Acerbo che concede ad alcune categorie di donne il voto amministrativo, l'Unione istituisce un Ufficio Elettorale per consentire la compilazione di liste che comprendano anche le donne, raccogliendo le domande d'iscrizione e occupandosi dei documenti necessari. La legge decade con la fine della legislatura e con l'avvento del regime fascista.

## Tutela del lavoro e della maternità
L'Unione sostiene che a parità di lavoro svolto deve corrispondere pari salario, chiedendo anche forme di protezione da parte dello Stato per la maternità delle lavoratrici. L'Unione appoggia il progetto di legge, scritto da Anna Kuliscioff e presentato in Parlamento dal Partito socialista.
La legge sul lavoro delle donne e dei fanciulli approvata nel 1902, detta Legge Carcano, non accontenta l'Unione, perché le operaie sono obbligate a stare a casa dopo il parto senza alcuna forma di retribuzione e con il rischio di perdere il lavoro. Le Unioniste considerano questa legge un “insulto all'intelligenza delle donne e dei cittadini in generale”. I governi che si succedono in questo periodo dichiarano di non avere la disponibilità economica per sostenere la maternità delle donne lavoratrici e che al massimo avrebbero potuto sostenere le spese di impianto e di gestione di un istituto finalizzato alla previdenza in caso di maternità. Neppure gli industriali avrebbero contribuito. L'Unione si impegna così per l'istituzione delle Casse di maternità. Fondate sul principio di mutualità, esse danno sostegno economico alle lavoratrici madri nel periodo precedente e successivo al parto, anche in caso di parto prematuro o aborto. La prima Cassa di maternità milanese è istituita nel 1905 come sezione del Patronato di assicurazione e soccorso per gli infortuni sul lavoro e grazie alla convergenza di diverse istituzioni. Oltre all'Unione femminile, la [Federazione lombarda delle opere di attività femminili] e la Società Umanitaria. L'Unione apre altre due sezioni della Cassa di maternità nel 1919 e nel 1925.
L'Unione agisce per la tutela delle lavoratrici attraverso la formazione di ispettrici di fabbrica che facciano rispettare la legge approvata nel 1902. La prima scuola per ispettrici di fabbrica è organizzata dall'Unione femminile nazionale grazie all'impegno di Nina Rignano Sullam, che mette a punto un piano sperimentale di ispezioni nelle fabbriche cittadine dove lavorano donne. Questo studio costituisce la base normativa su cui il Governo delibererà la nomina della prima ispettrice nel 1907, stipendiata dal Ministero dell'agricoltura, industria e commercio
L'Ufficio di collocamento per il personale femminile di servizio è istituito dall'Unione femminile nel 1905 e funzionerà fino al 1938. È rivolto alle domestiche, alle cuoche, alle cameriere e a tutto il personale d'albergo. Nel 1906 all'Ufficio di collocamento è affiancato un dormitorio-pensione con lo scopo di accogliere le ragazze appena arrivate in città per cercare lavoro come domestiche, prima che siano intercettate dal mercato della prostituzione. L'Ufficio si occupa anche della tutela dei diritti e in particolare delle minorenni impiegate a servizio

Scuole nell'agro romano

## Le sezioni in altre città
L'Unione femminile di Milano costituisce la prima sezione esterna nel 1903, a Roma. Il comitato promotore è formato da Anna Fraentzel Celli, Adele Menghini, Carolina Amadori, Anna Menghini, Gabriella Mulzone, Cornelia Polesso, Rina Faccio (Sibilla Aleram), Maria Rygier, Sabina Rozycka Rygier.
Il principale campo di azione della sezione romana è l'istruzione delle classi sociali svantaggiate, con l'apertura di corsi di scuola serale femminile e scuole serali e festive per i contadini e le contadine dell'Agro romano. Le scuole dell'Agro romano nascono da un'idea di Anna Fraentzel Celli, che denuncia le condizioni di vita dei contadini dell'Agro romano nei suoi articoli pubblicati sul periodico Unione femminile: abitazioni costituite da capanne, condizioni igieniche disastrose, assenza totale di servizi socio-sanitari. Le scuole sono promosse, oltre che da Anna Celli, da Rina Faccio insieme a Giovanni Cena e Angelo Celli. I corsi sono tenuti da un gruppo di maestri e maestre coordinati da Alessandro Marucci. Fra il 1904 e il 1908 sono aperte scuole a Lunghezza, Carcolle, Pantano, Colle di fuori, Procoio nuovo, Casini, Due Case, Capobianco e Carchitti.
Oltre ad occuparsi della alfabetizzazione dei contadini, i maestri fanno anche prevenzione sanitaria, come ad esempio sulla malaria, sia attraverso conferenze che prestandosi alla somministrazione del chinino. L'iniziativa viene evidenziata dalla stampa locale e nazionale.  L'attività della sezione romana è documentata fino al 1931.
Nel 1904, per iniziativa di Bice Cammeo, è istituito a Firenze un Ufficio indicazioni e assistenza sul modello di quello milanese. A soli 3 anni dall'apertura può vantare già 13.017 ricorrenti con 169 domande evase.
Una delle sezioni più attive è quella di Torino, fondata nel 1905. Si articola in attività molteplici. Oltre all'Ufficio indicazioni e assistenza e alle scuole operaie femminili, apre un Ufficio di collocamento per domestiche e un Consultorio privato per lattanti. Inoltre comprende la Associazione insegnanti e impiegate civili e di commercio, la sezione cittadina del Comitato contro la tratta delle bianche, l'Associazione fra le studentesse universitarie.
A Catania la sezione è fondata nel 1908 per organizzare l'assistenza alle persone colpite dal terremoto e sarà attiva almeno fino al 1938. In seguito le unioniste si concentrano sulla Colonia marina per i bambini anemici e scrofolosi e sull'ambulatorio pediatrico medico-chirurgico. In esso opera Michele Crimi, educatore e pedagogista che collabora anche con il periodico "Unione femminile". Oltre all'ambulatorio, viene aperta una scuola pratica di avviamento al lavoro con laboratori di taglio e cucito.
Altre sezioni in Italia sono aperte a Livorno, nel 1910; a Breno, in provincia di Brescia, nel 1911; ad Agrigento nel 1912; a Macomer (Nuoro) e Cagliari nel 1915; a Rovereto nel 1919.

## Il periodico "Unione femminile"
Dal 1901 al 1905 l'Unione femminile nazionale pubblica un giornale mensile di approfondimento, inchiesta e notizie. In esso trovano spazio non solo le campagne dell'Unione, ma anche di altre organizzazioni femministe italiane e straniere. Vi sono inchieste sulle condizioni di lavoro delle donne contadine, operaie, impiegate, professioniste. Sono riportati e analizzati dati statistici relativi al lavoro e alla povertà. È dato molto spazio alla denuncia dello sfruttamento del lavoro minorile e alla mancanza di tutela delle lavoratrici nel periodo della gravidanza e della maternità. Si indaga il mondo della scuola e dell'istruzione, sia dal punto di vista dell'organizzazione, che del lavoro delle e degli insegnanti, nonché della pedagogia e dei metodi educativi, sostenendo le classi miste (la "coeducazione"). Il giornale affronta il tema del divorzio e del diritto di voto sia dal punto di vista giuridico che socio-culturale. Vi sono inoltre recensioni di libri e di giornali italiani e stranieri. Vi sono notizie sugli ingressi delle donne nelle professioni tradizionalmente maschili in tutti i settori del mondo del lavoro.
Caporedattrice del giornale è Bice Cammeo. Ersilia Bronzini Majno è una delle sue principali animatrici e una delle firme più ricorrenti. Collaborano al giornale decine di persone, più o meno note, donne e uomini. Figurano, tra gli altri, Sibilla Aleramo, Margherita Sarfatti, Ada Negri, Maria Rygier, Gemma Muggiani, Cleofe Pellegrini, Alessandrina Ravizza. Le pubblicazioni cesseranno per motivi economici.
Negli anni seguenti l'Unione femminile nazionale pubblica, a periodi alterni, un "Bollettino" in cui dà notizia delle proprie attività.

## Le due guerre mondiali e il periodo fascista
Il periodo che va dalla Guerra di Libia allo scoppio della prima guerra mondiale è cruciale per il movimento femminista, che si spacca fra interventismo e pacifismo. Se inizialmente le associazioni si muovono sul piano dell'internazionalismo pacifista, la maggior parte di esse si sposta poi su posizioni interventiste e spinge per finalizzare strutture e organizzazioni all'impegno diretto nello sforzo bellico.
La guerra divide anche le dirigenti dell'Unione femminile nazionale, tra chi aderisce all'interventismo e chi invece sostiene che l'Italia non debba entrare in guerra. Tra queste ultime, Ersilia Bronzini Majno, che rimane fedele all'idea dell'internazionalismo propugnata da una parte del movimento socialista. La maggioranza, invece, si schiera a favore dell'intervento condannando, a guerra inoltrata, il cosiddetto disfattismo.
L'azione dell'Unione femminile è però compatta ed efficace sul piano del supporto concreto ai soldati al fronte e delle famiglie. In quest'opera, collabora in modo ufficiale con le istituzioni e con il comando dell'Esercito italiano.
Nella casa dell'Unione sono approntati laboratori di prodotti destinati ai combattenti: biancheria, maglieria, maschere antigas, antiparassitari, gambali, scalda-rancio. Questi ultimi sono oggetti realizzati con un impasto di carta, stracci e paraffina o cera che, accesi, sono utili a scaldare il rancio. Durante il periodo del conflitto bellico ne sono prodotti ed inviati al fronte 5 milioni. Sono centinaia le lettere scritte dai soldati al fronte che testimoniano come al supporto materiale si accompagnasse un supporto psicologico e affettivo.
Nelle attività di produzione e disinfestazione sono impiegate solo donne, tra cui molte mogli di soldati al fronte.
Nel 1915, su consiglio dell'Ufficio indicazioni e assistenza, l'Unione apre nella propria sede la Casa materna per bambini da 1 a 6 mesi, per accogliere i figli delle lavoratrici.
Collabora inoltre con il Comitato di soccorso pro-disoccupati istituito dal Comune di Milano per raccogliere fondi, indumenti e generi alimentari da mandare ai soldati, insieme a opuscoli di igiene sessuale e pubblicazioni come l'Almanacco del
soldato.
Come altre organizzazioni femminili, le Unioniste agganciano l'impegno durante la guerra all'aspettativa di una promozione politica e sociale. Pare essere un'apertura in questo senso l'abolizione dell'istituto dell'autorizzazione maritale, che negava personalità giuridica alle donne sposate e vietava loro di donare, alienare, ipotecare, acquistare beni senza il consenso del marito. Ma è uno spiraglio
debole destinato a chiudersi rapidamente con l'avvento del regime fascista. Alle dichiarazioni di Mussolini al Congresso internazionale femminile di Roma, nel 1923, secondo cui le donne avrebbero ottenuto il voto amministrativo, segue infatti la sostanziale abolizione dei diritti politici per tutti, donne e uomini.
Prima di questa chiusura, la retorica del patriottismo nutrita dal terreno bellico trova spazio anche tra le
dirigenti dell'Unione femminile, che tra il 1919 e il 1920 pubblica il giornale “Voce nuova”, di stampo nazionalista. È in questa fase che Ersilia Bronzini Majno si allontana definitivamente dall'organizzazione.
Negli anni successivi al 1923 e con il rafforzamento
delle istituzioni fasciste, l'Unione femminile nazionale cerca uno
spazio di azione concentrandosi sulle attività assistenzali, in particolare alla maternità. Nel 1926, infatti, la presidente dell'Unione, Clara Roghi Taidelli, entra a far parte del Consiglio direttivo provinciale dell'Opera nazionale maternità e infanzia, l'OMNI. Questa istituzione, fondata nel 1925, ha lo scopo di coordinare le strutture già attive sul terreno dell'assistenza materno-infantile. In virtù di questa collaborazione e dell'esperienza sul campo, all'Unione è affidata la gestione del Centro di salute materna e infantile istituito nel 1927 dal Comune di Milano sotto l'egida della legislazione fascista. Ad occuparsene è Larissa Pini Boschetti, segretaria dell'Unione femminile nazionale e collaboratrice assidua di Clara Roghi Taidelli.
Il Centro di salute materna e infantile fornisce soprattutto orientamento, non solo in sede ma anche tramite visite
domiciliari, vigilanza in fabbrica e a scuola. Vaglia le richieste ed effettua gli invii alla Cassa di maternità, all'assistenza sanitaria gratuita del Comune. Gestisce l'ammissione alle colonie estive e la ricerca di alloggi presso l'Istituto case popolari. La Cassa di maternità, ispirata al mutualismo, distribuisce medicinali, farine, indumenti, premi in denaro. Attraverso questi aiuti, le organizzatrici della Cassa trasmettono anche informazioni utili alla profilassi di malattie endemiche come la tubercolosi.
Durante il ventennio fascista non si interrompono le iscrizioni all'Unione femminile. Tra le nuove socie si annoverano anche persone sgradite al regime. Così la famiglia Ceva: le sorelle Adele e Bianca, quest'ultima rimossa dal suo incarico di insegnante nel 1931, così come la madre e il padre Umberto Ceva, dirigente di Giustizia e Libertà, suicidatosi in carcere nel 1930 per non rischiare la delazione se messo sotto tortura.
Nel dicembre 1938, con le leggi razziali, due socie ebree si dimettono dal Consiglio di amministrazione dell'Unione femminile nazionale. Sono Nina Rignano Sullam, tra le fondatrici dell'Unione, e Graziella Sonnino Carpi. Nel 1939 un decreto prefettizio impone lo scioglimento dell'Unione femminile nazionale, con la motivazione che l'opera assistenziale da essa svolta avrebbe dovuto essere demandata ad uffici pubblici. Anche i beni, compresa la casa, avrebbero dovuto essere devoluti all'Ente Comunale di Assistenza di Milano. Con un appello al Ministero dell'Interno, l'Unione fa ricorso contro il decreto chiedendo di distinguere tra attività dell'associazione e proprietà della stessa. Per successivi decreti e appelli il contenzioso si prolunga fino allo scoppio della seconda guerra mondiale. Durante i bombardamenti del 1943 su Milano, la casa è pesantemente danneggiata.
Nel 1946 l'Unione ottiene la revoca del decreto di scioglimento, può riprendere possesso dell'immobile e riavviare le proprie attività.

## Dal secondo dopoguerra ad oggi
Dagli anni cinquanta agli anni sessanta del XX secolo, tra le sue attività è presente una Scuola dei Genitori quale sostegno alle famiglie nel loro ruolo educativo. Fu molto attiva nelle battaglie per le riforme del diritto di famiglia e per il divorzio.
Il 28 maggio 1946 viene emesso il decreto di revoca dei decreti relativi allo scioglimento dell'Unione e il 23 agosto 1946 è convocata l'assemblea delle socie. Soltanto il 16 dicembre del 1950 verrà aperta la casa di Porta Nuova, alla quale inaugurazione sarà presente anche il sindaco di Milano. Nell'immediato dopoguerra le unioniste si concentrano sul preparare politicamente le donne, sulla difesa del lavoro e l'attuazione dei diritti ottenuti con la Costituzione, con lo scopo di creare delle personalità femminili adatte alle esigenze della vita individuale e collettiva. L’Unione Femminile Nazionale subito inizia la sua attività politica e culturale e, alle elezioni per il referendum e l’Assemblea Costituente, nel 1946, e a quelle politiche del 1948, invia un appello alle donne invitandole a porre in alto il loro dovere di esercitare il diritto di voto. Non vengono date indicazioni di voto, ma viene sottolineata l'importanza di non astenersi dal votare in un momento in cui è in gioco non solo l'avvenire delle loro famiglie, ma anche quello dell’Italia e dell’umanità nuova e distribuisce, durante la campagna elettorale per le elezioni politiche, i volantini di Unità socialista. Il dibattito politico e culturale si esprime attraverso incontri quindicinale. L’Unione riprende anche la sua attività sociale collaborando con l’Ente comunale assistenza.
Negli anni Cinquanta, l'Unione punta sulla formazione delle cittadine e dei cittadini della giovane Repubblica italiana. Per sostenere l'istruzione femminile, a favore di studentesse con disagiate condizioni economiche, bandisce con l'Università degli Studi di Milano, per l'anno accademico 1949-50, delle borse di studio.
Dal 1963 al 1970, bandisce un'altra trentina di borse di studio, questa volta destinate alle bambine promosse alla terza classe di scuola media. Parte, in questo modo, l'iniziativa su "L'educazione del fanciullo", avviata nel 1953. Nello stesso anno viene istituito il Circolo dei genitori e degli educatori per soccorrere, con l’aiuto di specialisti competenti, le famiglie preoccupate per le difficoltà riscontrate nell'educazione i giovani. Il Circolo dei genitori si avvale di un gruppo di docenti che si ispira ad ideali democratici, e si rivolge sia a madri che padri, nonostante il Circolo sia formato soprattutto da donne, per evidenziare la responsabilità di entrambi i genitori. Nel 1956 il Circolo dei genitori prende il nome di Scuola dei genitori, associazione autonoma con un proprio statuto, ospitata e finanziata dall'Unione. Successivamente l'Unione si troverà coinvolta nel dibattito sul rinnovamento della scuola: nel 1968 collabora con il Comitato per la riforma della scuola e con il Movimento di cooperazione educativa, e nel 1970 accoglierà l'Opera nazionale Montessori, diretta da Sofia Garzanti Ravasi.
Nella seconda metà del Novecento, l'Unione si impegna nella realizzazione dei diritti sanciti dalla Costituzione. Nel 1957 partecipa al Comitato di associazioni femminili per la parità di retribuzione e nel 1961 contribuisce ad un importante convegno sui licenziamenti a causa di matrimonio. Nel 1962 aderisce al movimento delle Associazioni femminili a favore della legge Vizzini per una modifica del diritto di famiglia (patria potestà, residenza, ecc.). Dal 1967 diviene promotrice del Centro per la riforma del diritto di famiglia, a cui collabora Luisa Mattioli Peroni, poi presidente dell’Unione.
Dal 1966 al 1972, l’Unione ospita il Centro educazione matrimoniale e prematrimoniale (CEMP), offrendo consulenza per la contraccezione. Questa iniziativa è coerente con le prime lotte del movimento delle donne contro l’art. 553 del fascista Codice Rocco (1930) che vieta l’uso e la diffusione dei contraccettivi in nome della difesa della razza. Questo divieto è stato abolito solo nel 1971. L’Unione femminile, non avrà contatti diretti con il nuovo fenomeno del femminismo, ma partecipa comunque, in modo attivo, ad una delle campagne più importanti per l’autodeterminazione delle donne, quella sull'aborto. Bisognerà, però, aspettare il maggio del 1978 per ottenere la legge 194 che depenalizza e regolamenta l’aborto.
Nel 1974 l’Unione sostiene il NO al Referendum in cui si chiede di abrogare la legge n. 898 del 1970, “Disciplina dei casi di scioglimento del matrimonio”, con la quale era stato introdotto in Italia l’istituto del divorzio. Attraverso i volantini, le pubblicazioni e le conferenze l'Unione presenta la legge Fortuna–Baslini. In tale occasione viene anche inciso un disco con due cantate contro l'abrogazione della legge. Termina, in questo modo, una battaglia iniziata dalle fondatrici dell'Unione quasi un secolo prima. Questo è anche il periodo in cui matura la scelta di ospitare uno dei primi consultori laici.
La volontà di conservare e organizzare la memoria scritta del movimento delle donne, porta alla nascita, in tutta Italia, dei Centri di documentazione delle donne.
Tra il 1982 e il 1984, organizza dei corsi insieme al gruppo Esistere come donna, coordinati da Rachele Farina nell'ambito dell’iniziativa del Comune "Milano per voi".
Nel 1983 si comincia a parlare di pari opportunità, in quanto l’Unione partecipa al Convegno per la mostra “Esistere come donna”, con una relazione tenuta da Luisa Mattioli su "L’associazionismo femminile come stimolo all'emancipazione della donna".
L’Unione femminile organizza nel 1987 un incontro informativo sul Piano di azione nazionale, al quale partecipa Alma Cappiello, coordinatrice della Commissione nazionale per la realizzazione della parità tra uomo e donna, insediata nel 1984 presso la Presidenza del Consiglio dei Ministri.
Nel 1988 l'Unione avvia l'ordinamento del proprio archivio storico, importante per ricostruire la storia delle donne in Italia e in Europa. Organizza anche una serie di convegni, sia in proprio che in collaborazione con altre associazioni.
Sul piano culturale, l’Unione femminile si impegna sull'aspetto sociale. Continua a sostenere il Centro per la riforma del diritto di famiglia, con cui organizza convegni sulle problematiche dei minori e dei servizi alla persona, anche in collaborazione con il Centro educazione matrimoniale e prematrimoniale.
Dal 1987 al 1993 si apre lo Sportello pensioni, che offre gratuitamente la consulenza. Riscontra enorme successo, grazie all'aiuto offerto a centinaia di persone durante tutto l'iter procedurale di richiesta della pensione.
Nel 1988 pubblica l’opuscolo "Donna e problema droga", a cura di Anna Maria Crespi, con la collaborazione della giornalista e consigliera dell’Unione Anna Del Boffino, Enzo Gori e Gino Rigoldi.
Sempre nel 1988 l’Unione ospita l’Associazione malati di alzheimer e i gruppi di auto-mutuo aiuto dei familiari delle persone colpite da questa malattia. È un’iniziativa nuova e unica, in quanto si prende cura di rispondere in modo efficace a un bisogno rimasto fino ad allora senza ascolto, è promossa da Rosa Bernocchi Nisi, consigliera dell’Unione ed ex direttrice delle scuole specializzate della Scuola superiore di servizio sociale (UNSAS) e dell’Umanitaria.
Dopo il terremoto in Friuli, l'Unione femminile dona al Comune di Tarcento un pre-fabbricato con biblioteca per farne un luogo di ritrovo e di attività aperto ai giovani.
Sensibile alle questioni dibattute dal neo-femminismo, nel 1991 l’Unione, con la presidenza di Luisa Mattioli Peroni, accoglie nella sua sede il Centro di studi storici sul movimento di liberazione della donna in Italia e, nel 1992, l’Associazione per una Libera università delle donne.
Ancora una volta diviene promotrice di una serie di borse di studio a favore di studenti meritevoli della Scuola estiva di storia delle donne. Con la presidenza di Annarita Buttafuoco (1993 -1999), storica del movimento politico delle donne, l’Unione si muove anche sul piano della ricerca storica promuovendo seminari nazionali e internazionali, anche in collaborazione con altri enti.
Nel 1994 dà vita all'associazione Archivi riuniti delle donne, allo scopo di raccogliere e riordinare fondi archivistici personali di donne impegnate nella politica, nell’arte e nella letteratura.
Nel 1994 avvia il primo spazio italiano in internet dedicato alle risorse storiche sulle donne, intitolato GopherDonna, curato da Susanna Giaccai, che diventa in seguito il sito Storiadelledonne. L’Unione promuove la ricerca storico-culturale di giovani studiose, in collaborazione con le università, e sostiene l’aggiornamento delle insegnanti.
Nel 1995 viene organizzato il primo convegno dedicato in modo specifico al ruolo femminile nella Resistenza, in collaborazione con la Società italiana delle storiche e l’Istituto nazionale per la storia del Movimento di liberazione in Italia.
Nel 1996, viene allestita la mostra “Riguardarsi", sui manifesti del movimento femminista italiano, affiancata da conferenze e dibattiti e dalla pubblicazione del relativo catalogo
Ad Arezzo, in occasione del cinquantenario del voto alle donne, l’Unione contribuisce ad organizzare l’importante mostra iconografica e documentaria “Cittadine".
Il 1997 è invece l’anno di un altro convegno, il quale si muove verso la stessa direzione di quello precedente, intitolato “Costituzione e cittadinanza femminile”, cui sono invitate alcune rappresentanti dell’Assemblea Costituente.
Nel 1999, in occasione del Centenario dell’Unione femminile, vengono inaugurate un ciclo di conferenze che si concluderanno nel 2000.
La casa dell’Unione è ancora oggi un luogo di cittadinanza attiva, contribuendo alla diffusione di una cultura sociale che valorizza l’esperienza delle donne.
Nel salone grande e in quello più piccolo recuperato dalla più recente ristrutturazione si tengono convegni, dibattiti, concerti e serate di prosa.
Lo Sportello famiglia offre consulenza legale gratuita in materia di diritto di famiglia.
All'inizio del nuovo millennio l’Unione femminile torna ad occuparsi in modo specifico di formazione.

## Oggi
Oggi le iniziative dell'Unione si articolano in servizi differenziati: lo Sportello di assistenza legale gratuita per il Diritto di famiglia; la biblioteca specializzata sui temi della storia, condizione, identità femminile e sugli studi di genere, per la quale è attivo un servizio di consultazione; assistenza alla ricerca relativa ai fondi archivistici già inventariati; attività di inventariazione per i fondi non ordinati; promozione di incontri di discussione; cicli di incontri guidati da esperti dedicati a genitori sui problemi delle famiglie d'oggi; coinvolgimento di alunni, studenti e insegnanti sulla tematica dei diritti umani; presentazione di libri, concerti e serate di prosa.

## Fondi archivistici
Utili per studiare la storia dell'Unione femminile sono l'archivio storico dell'organizzazione e l'archivio della famiglia Majno, consultabili in sede. L'Unione conserva inoltre i seguenti fondi:
- Fondo Ada Sacchi, bibliotecaria ed emancipazionista mantovana. Anni 1909-1949
- Fondo Tullia Romagnoli Carettoni, senatrice della Repubblica e parlamentare europea. Anni 1963-1984
- Fondo Luisa Peroni Mattioli, prima donna magistrato in Italia nel 1963, presidente dell'Unione femminile nazionale
- Fondo Matilde Bassani Finzi, partigiana, ebrea ed emancipazionista. Anni 1944-1996
- Fondo Thea Dalla Cola, comprende materiali relativi alla Consulta interassociativa delle donne. Anni 1970-1998
- Fondo Maria Maltoni e Gigliola Venturi. Venturi era una traduttrice che curò la redazione presso Einaudi dei Quaderni di San Gersolè, Anni 1959-1968.
- Fondo della rivista DWF Donna Woman Femme, Archivio della rivista dal 1976- al 1996.
- Fondo Si dice donna. Archivio tenuto dalla ideatrice della trasmissione Tilde Capomazza. 1977-1980.[40]

I titoli delle sezioni dell'inventario dell'archivio storico dell'Unione femminile nazionale sono consultabili sul sito Lombardiabeniculturali

## Le presidenti
| - 1899-1907 Ersilia Bronzini Majno - 1907-1908 Clara Ferri - 1908-1909 Nina Rignano - 1910 1-18 aprile Clara Ferri - 1910-1913 Bianca Arbib - 1913-1915 Ersilia Bronzini Majno - 1915-1919 Clara Ferri - 1919-1925 Nina Rignano Sullam e Clara Roghi Taidelli - 1926-1938 Clara Roghi Taidelli - 1938-1939 Teresa Lancini Gadola e Maria Giovanardi Metz | - 1946-1949 Clara Roghi Taidelli - 1949-1962 Teresa Lancini Gadola - 1962-1976 Giuditta Usuelli Motta - 1976-1979 Luisa Petroff Wolinski - 1979-1984 Giuditta Usuelli Motta - 1984-1985 Luisa Mattioli - 1985-1988 Rachele Farina - 1988-1993 Luisa Mattioli - 1993-1999 Annarita Buttafuoco - 1999-2003 Susanna Giaccai | - 2003-2006 Maria Teresa Sillano - 2006-2007 Lydia Franceschi - 2007-2008 Roberta Rusconi - 2008-2009 Maria Tersa Sillano - 2009-2018 Angela Stevani Colantoni - 2018-2021 Concetta Brigadeci - 2021- Angela Gavoni |